# Uscita per l'inferno
Uscita per l'inferno (Roadwork) è un romanzo thriller scritto da Stephen King e pubblicato nel 1981 con lo pseudonimo di Richard Bachman. Come altri romanzi pubblicati con tale pseudonimo (vedi La lunga marcia o anche L'uomo in fuga), si differenzia dalle altre opere di Stephen King per l'assoluta mancanza di elementi soprannaturali ben cari al rinomato scrittore, quali vampiri, licantropi o case infestate dagli spettri; in favore di uno stile più realistico e spietato.

## Trama
Bart Dawes è un uomo pacifico con moglie ed un impiego fisso presso una lavanderia, che però non riesce a superare il trauma della scomparsa del figlio Charles, morto giovanissimo per un tumore cerebrale.

Venuto a sapere della prossima costruzione di un inutile tratto di autostrada (il "prolungamento della 784"), che lo costringerà a lasciare la sua casa e la lavanderia per cui lavora, Bart perde completamente il controllo finendo per abbandonare i suoi colleghi e la sua adorata moglie Mary ed iniziando una serie di avventure tra malavitosi senza scrupoli, un missionario senza speranza ed un'autostoppista giovane e disillusa, Olivia, incontrata nei suoi vagabondaggi senza scopo sull'autostrada.

Ma dentro di sé una parte risoluta e senza volto acquista armi ed esplosivi in attesa del fatidico 20 gennaio del 1974, termine ultimo che il municipio gli ha lasciato per sgomberare la casa in cui ormai vive da solo guardando la TV e mangiando popcorn...

## Edizioni
- Richard Bachman - (Stephen King), Uscita per l'inferno, traduzione di Tullio Dobner, collana VIII Edizione "I grandi tascabili", Bompiani, 1993,  p. 292, ISBN 88-452-1454-0.
- Stephen King, Uscita per l'inferno, Milano, Sperling & Kupfer, 2005, ISBN 88-200-3787-4.
- Stephen King, Uscita per l'inferno, Sperling Bestseller, Milano, 2006, ISBN 88-6061-034-6.